# Sanji Iwabuchi
Sanji Iwabuchi (岩淵三次?, Iwabuchi Sanji; Prefettura di Niigata, 2 marzo 1895 – Manila, 26 febbraio 1945) è stato un ammiraglio giapponese, attivo durante la seconda guerra mondiale.
Arruolatosi nella Marina imperiale nel 1915, dopo un iniziale interesse per l'aviazione militare si specializzò in artiglieria navale e rivestì il ruolo di ufficiale all'artiglieria su svariate unità da guerra, oltre a completare un paio di cicli di servizio come istruttore. Negli anni trenta fu responsabile delle fortificazioni a difesa del Mare interno di Seto e, dopo la promozione a capitano di vascello, fu brevemente comandante (1938) della nave appoggio idrovolanti Kamoi. L'inizio della seconda guerra mondiale lo trovò impegnato a sovrintendere l'allestimento finale di due navi, dopodiché nell'aprile 1942 divenne comandante della nave da battaglia veloce Kirishima, che guidò dalla battaglia delle Midway (4-6 giugno) alla battaglia navale di Guadalcanal (12-15 novembre); proprio nell'ultima fase di quest'ultimo combattimento essa fu affondata. Iwabuchi fu dapprima inviato in Nuova Georgia per contribuire all'organizzazione delle difese, quindi fu destinato a compiti amministrativi dal febbraio 1943 al novembre 1944, in Giappone, ricevendo anche la promozione a contrammiraglio; solo allora fu richiamato per il servizio in prima linea, ma come comandante della 31ª Forza da presidio, un reparto terrestre schierato nell'area di Manila. Investito dal suo superiore della difesa estrema della capitale filippina, si suicidò poco prima della fine della violenta battaglia urbana, conclusasi il 3 marzo 1945 con la vittoria statunitense.

## Biografia

### Formazione e inizio della carriera
Sanji Iwabuchi nacque 2 marzo 1895 nella prefettura di Niigata. In giovane età s'iscrisse all'Accademia navale di Etajima; studiò nella 43ª classe e si diplomò il 16 dicembre 1915, tredicesimo su 95 allievi. Ottenne il brevetto di aspirante guardiamarina e fu imbarcato sull'incrociatore corazzato Iwate, sul quale completò la crociera d'addestramento nel Sud-est asiatico e in Australia. Promosso a guardiamarina il 1º dicembre 1916, fu trasferito all'incrociatore corazzato Nisshin il 26 marzo 1918, sul qual rimase circa un anno e fu portato al grado di sottotenente di vascello (1º dicembre). Il 5 agosto fu riassegnato al piccolo cacciatorpediniere Umikaze per completare la prima serie di esperienze in mare; dal 1º dicembre, infatti, fu avviato al Corso base della Scuola d'artiglieria navale e dal 31 maggio 1920 proseguì la formazione al Corso base della Scuola siluristi presso Yokosuka. Durante l'educazione Iwabuchi espresse interesse verso la nascente branca aeronautica militare e, perciò, fu inserito nell'embrionale unità aerea organizzata a Yokosuka per i primi corsi: il 20 luglio dell'anno successivo egli fu ufficialmente integrato nei ranghi del reparto.

### Gli anni venti e trenta
Iwabuchi rimase agli ordini dell'unità aerea di Yokosuka fino al 2 novembre 1921, quando fu riassegnato allo stato maggiore del primo centro d'addestramento aereo della marina, un ufficio peraltro ancora provvisorio che aveva bisogno di rodaggio e sperimentazioni. Già un mese più tardi, tuttavia, fu trasferito all'equipaggio della nave trasporto truppe Matsue ed ebbe in concomitanza la nomina a tenente di vascello; il 20 novembre 1922 fu incaricato di nuovo di una mansione a terra, come istruttore presso il Corpo marinai del 1º Distretto navale, con quartier generale a Yokosuka. Il 1º dicembre 1923 approfondì le proprie competenze in artiglieria navale iniziando a frequentare il relativo corso avanzato: lo concluse in un anno e fu subito imbarcato sulla moderna nave da battaglia Hyuga, sulla quale poté mettere a frutto le nozioni apprese; dal 1º dicembre 1925 proseguì la formazione sul più vecchio incrociatore protetto Tsushima e, ancora un anno più tardi, sull'allora recente nave appoggio sommergibili Jingei: su entrambe le unità rivestì il posto di ufficiale capo all'artiglieria. Il 1º dicembre 1927 arrivò la promozione a capitano di corvetta e il 12 dicembre dell'anno seguente lasciò la Jingei per prendere un posto da istruttore presso il Corpo marinai del 3º Distretto navale, con quartier generale a Sasebo. Il 1º aprile 1929 fu integrato come assistente nello stato maggiore della cosiddetta 1ª Flotta di spedizione, ovvero una porzione della Marina imperiale stanziata nelle acque cinesi a protezione degli interessi e dei cittadini giapponesi. Tornato in patria, il 29 novembre fu assegnato al datato incrociatore protetto Yahagi, di nuovo come comandante dell'artiglieria di bordo.
Il 1º novembre 1930 Iwabuchi fece rapporto al quartier generale del 2º Distretto navale (Kure) e lì rimase per circa in mese, prima di continuare il proprio ruolo di ufficiale all'artiglieria sugli incrociatori leggeri Oi (1º dicembre 1930-14 ottobre 1931) e Abukuma (15 ottobre 1931-14 novembre 1932), sul nuovo incrociatore pesante Chokai (15 novembre 1932-14 novembre 1933) e infine sulla nave da battaglia veloce Hiei: in concomitanza con quest'ultimo incarico arrivò la promozione a capitano di fregata. Il 14 novembre 1934 lasciò la grande unità poiché, dal giorno seguente, prese il posto di comandante della Squadriglia di protezione per l'arsenale di Kure. Data la sua dimestichezza con le artiglierie navali e la vasta esperienza maturata in questo campo, il 1º luglio 1935 fu integrato nello stato maggiore avente responsabilità generale delle principali fortezze dipendenti dal 2º Distretto navale, ovvero quelle degli stretti di Shimonoseki, di Hōyo e di Yura, all'ingresso della baia di Osaka; ebbe anche un parallelo posto nello stato maggiore del distretto medesimo. Iwabuchi rimase a lungo occupato in tali mansioni e avanzò al grado di capitano di vascello il 1º dicembre 1937. Due settimane più tardi fece rapporto a Yokosuka, nel cui distretto rimase circa tre mesi senza particolari incarichi; il 25 marzo 1938 fu scelto quale nuovo comandante della Kamoi, una ex petroliera convertita in nave appoggio idrovolanti. Con questa unità, in maggio Iwabuchi partecipò ai tentativi di sbarcare un folto reparto di Kaigun Tokubetsu Rikusentai sull'isola di Kulangsu (davanti ad Amoy) e occuparne gli Insediamenti internazionali: l'operazione incontrò la ferma opposizione della Royal Navy, della United States Asiatic Fleet e della Marine nationale, tanto che prima della fine del mese lo stato maggiore generale ne ordinò l'annullamento.

### La seconda guerra mondiale

#### Midway e Guadalcanal

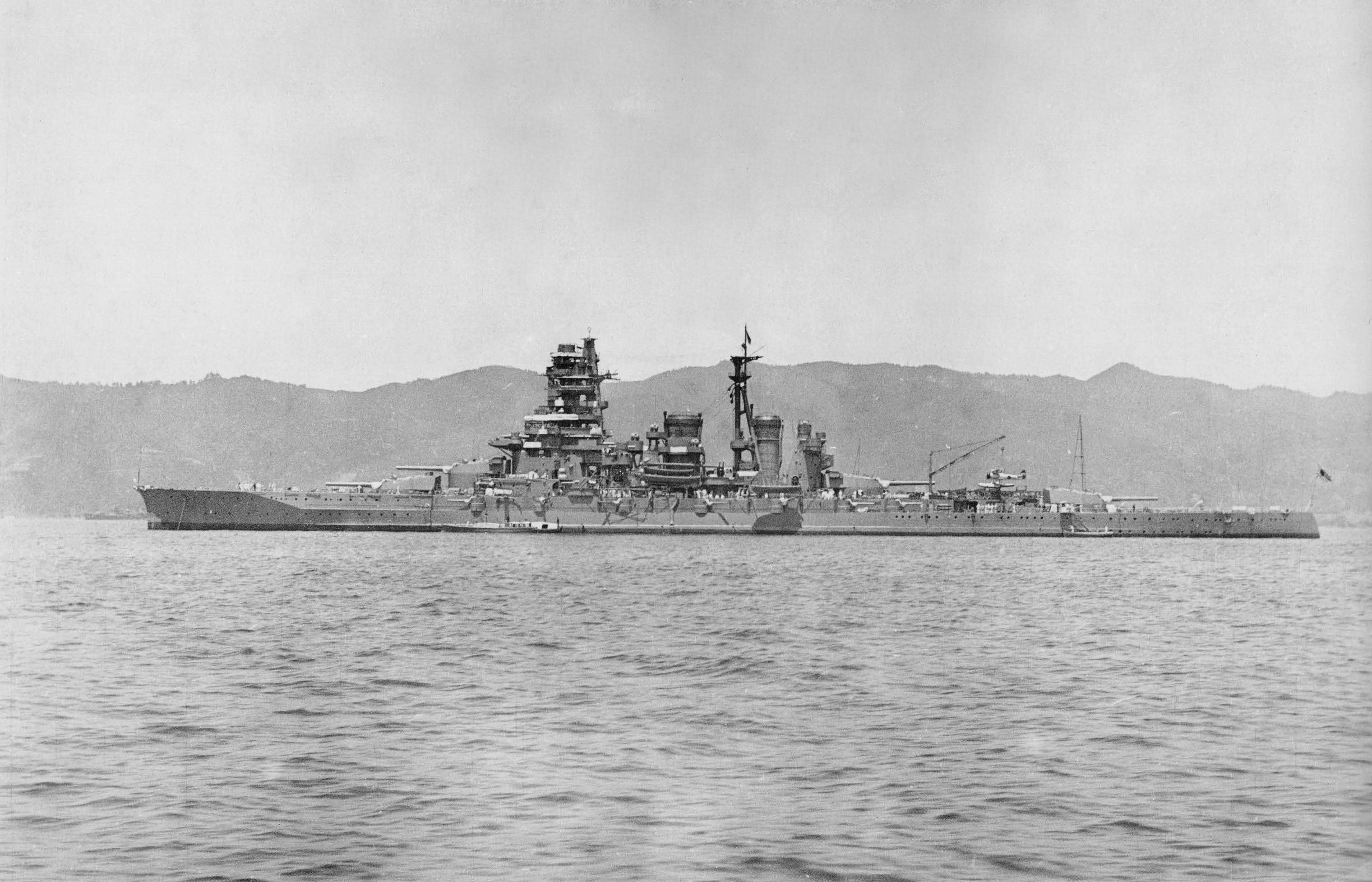
La nave da battaglia Kirishima nel 1937

Richiamato in Giappone il 25 agosto 1938, Iwabuchi rimase alle dipendenze dello stato maggiore navale per poco meno di tre anni, quindi il 1º aprile 1941 fu scelto per sovrintendere all'allestimento finale del nuovo incrociatore leggero Kashii, a Yokohama; dal 15 luglio ne prese il comando, pur essendo la nave ancora non del tutto operativa. In ogni caso, il 1º novembre fu spostato a Yokosuka per supervisionare il completamento della moderna nave appoggio idrovolanti Akitsushima: proprio nel corso di questo incarico avvenne l'attacco di Pearl Harbor e l'ingresso dell'Impero giapponese nella seconda guerra mondiale. Iwabuchi non guidò comunque l'Akitsushima, dato che ad allestimento quasi completato (25 marzo 1942) cedette il posto a un collega e fu distaccato presso lo stato maggiore della Flotta Combinata (ammiraglio Isoroku Yamamoto) in qualità di assistente; il 20 aprile fu quindi designato comandante della nave da battaglia veloce Kirishima, parte della 3ª Divisione corazzate inquadrata nella 1ª Flotta aerea del viceammiraglio Chūichi Nagumo. La nave rientrò in Giappone con il resto della squadra due giorni più tardi: Iwabuchi supervisionò alcuni lavori di manutenzione e potenziamento della contraerea, quindi prese parte a un'esercitazione a fine mese, appena prima di ricevere gli ordini relativi a una sortita in massa della Marina imperiale sull'atollo di Midway, alla cui testa fu posta proprio la 1ª Flotta aerea. La formazione salpò alle 06:00 del 27 maggio, pur con quattro e non sei portaerei e con la 3ª Divisione ridotta alla Haruna, alla Kirishima e sottoposta al controllo tattico dell'8ª Divisione incrociatori. Nei piani giapponesi era stato previsto di occupare l'atollo, farne una base aerea e attendere lì la reazione della United States Pacific Fleet che, invece, poté distribuire le proprie limitate forze grazie alle informazioni ricavate dalla decrittazione dei codici nipponici. Nel corso della battaglia delle Midway (4-6 giugno), Iwabuchi contribuì con la Kirishima agli sbarramenti contraerei che, inizialmente e con le pattuglie aeree, scompaginarono e decimarono le squadriglie aeree americane; in mattinata dovette comunque manovrare bruscamente l'unità per evitare i siluri del sommergibile USS Nautilus e, poco più tardi, assisté alla devastazione delle portaerei Akagi, Kaga e Soryu a opera dei gruppi di bombardieri in picchiata statunitensi. Con la distruzione finale della Hiryu, nel tardo pomeriggio, la battaglia ebbe termine e Iwabuchi accolse a bordo parte dei naufraghi raccolti dai cacciatorpediniere, quindi rientrò con la squadra a Hashirajima. Il 14 luglio ricevette notizia che la Kirishima e la Hiei erano state raggruppate nella nuova 11ª Divisione corazzate, guidata dal contrammiraglio Hiroaki Abe e assegnata alla 3ª Flotta, erede della disciolta 1ª Flotta aerea e sempre al comando di Nagumo.
L'ufficiale fu così coinvolto nella campagna di Guadalcanal, in particolare nelle importanti battaglie aeronavali delle Salomone orientali (23-25 agosto) e delle isole Santa Cruz (26 ottobre). Nel corso della prima battaglia la Kirishima, con altre unità pesanti, fu schierata a est del gruppo portaerei per coprire la probabile direzione d'arrivo degli aerei imbarcati nemici; con la Hiei guidò, nel pomeriggio, una corsa verso sud dove era stata localizzata la Task force 61, ma senza entrare in contatto con navi statunitensi: la battaglia si concluse con l'affondamento della portaerei leggera Ryujo e con importanti perdite tra i ranghi degli aviatori giapponesi. Rientrato alla base di Truk, a metà settembre Iwabuchi partecipò a un'infruttuosa sortita a est delle isole Salomone, quindi l'11 ottobre fornì appoggio a distanza alla 3ª Divisione corazzate che bombardò nottetempo l'aeroporto di Guadalcanal in mani americane; il 25, dopo essere state individuate, le navi nipponiche furono attaccate da alcuni quadrimotori Boeing B-17 Flying Fortress, i cui ordigni Iwabuchi riuscì a schivare. Il giorno successivo la Kirishima, la Hiei e alcuni incrociatori pesanti formarono di nuovo uno schermo difensivo per le portaerei Shokaku e Zuikaku; questa volta la formazione fu attaccata da apparecchi imbarcati americani, ma la Kirishima ne uscì indenne e, in serata, fece rotta per sud-est con altre navi per tentare una battaglia notturna contro la Task force 61, le cui due portaerei erano entrambe fuori uso: alcuni cacciatorpediniere mandati in avanscoperta trovarono e finirono solo il relitto della USS Hornet, atto conclusivo della battaglia che era costata gravi perdite tra i piloti imbarcati nipponici. Il grosso dei combattimenti navali, perciò, ricadde sul naviglio pesante della 2ª Flotta del viceammiraglio Nobutake Kondō, cui la Kirishima e la Hiei furono provvisoriamente riassegnate per ripetere, nella notte tra l'11 e il 12 novembre, il bombardamento del pericoloso aeroporto: lo scopo era annientare la Cactus Air Force e sgombrare così la via a un convoglio carico di truppe, rifornimenti e artiglierie per rinnovare l'offensiva terrestre. L'ammiraglio Abe prese il comando della squadra distaccata, che contava le due corazzate, l'incrociatore leggero Nagara e una dozzina di cacciatorpediniere.

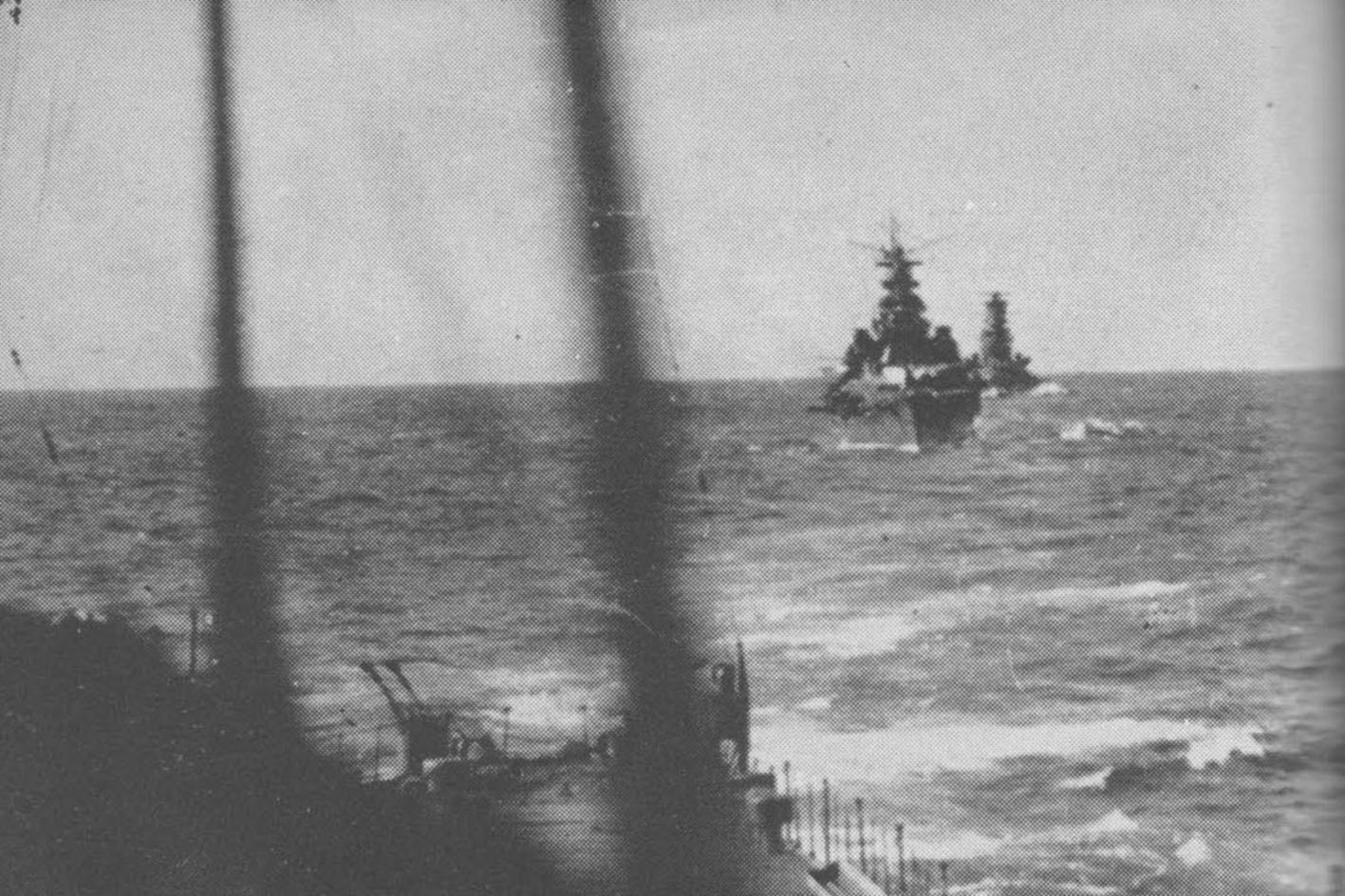
Foto scattata dallAtago, il 14 novembre 1942, al Takao e alla Kirishima (sullo sfondo): Iwabuchi perse la grande unità la notte successiva

L'avvicinamento fu però reso difficoltoso dalle condizioni atmosferiche e, quasi arrivati a destinazione, i giapponesi furono sorpresi dalla presenza di forze navali americane a sud-est dell'isola di Savo; l'incontro fu così fortuito che le due corazzate avevano pronte nei cannoni granate dirompenti, per massimizzare gli effetti del tiro sulle installazioni a terra. Ne scaturì una confusa e brutale battaglia notturna, nella quale le due formazioni si mescolarono: Iwabuchi si trovò presto separato dall'ammiraglia, peraltro portatasi troppo avanti e quindi finita nel cuore della mischia; la Kirishima, da poppa della Hiei, fece fuoco sicuramente sull'incrociatore pesante USS San Francisco e sui cacciatorpediniere USS Cushing e USS Laffey, contribuendo al loro affondamento. Poco prima delle 02:00 Iwabuchi ordinò di dirottare verso nord, manovra durante la quale un solo proietto da 152 mm raggiunse la nave, ma senza penetrare la corazzatura; in totale la Kirishima aveva sparato quarantanove proietti da 355 mm e oltre 300 dalla batteria secondaria. Iwabuchi inviò ai comandi un primo, conciso rapporto sulla caotica battaglia alle ore 03:00, quindi ripiegò verso nord con la scorta della 4ª Squadriglia cacciatorpediniere anch'essa reduce dal combattimento; la Hiei, invece, andò a fondo quella mattina. Dato che la Kirishima era pressoché indenne, fu aggregata al resto della 2ª Flotta per ritentare l'operazione nella notte tra il 14 e il 15 novembre: ai diretti ordini di Kondō, Iwabuchi avrebbe dovuto coordinarsi con la dimezzata 4ª Divisione incrociatori (Atago – nave ammiraglia – e Takao) nel bombardamento dell'aeroporto, con la scorta di nove cacciatorpediniere e due incrociatori leggeri. Questa volta la ricognizione aerea giapponese localizzò navi statunitensi che stavano dirigendosi a intercettare la 2ª Flotta, ma scambiò le moderne navi da battaglia USS Washington e USS South Dakota per incrociatori, il che non impensierì Kondō. La battaglia tra le due squadre si svolse a sud e a ovest di Savo e, all'inizio, Iwabuchi e la Kirishima non ebbero parte nello scambio di colpi che si risolse in favore dei giapponesi; subito dopo la mezzanotte la South Dakota, per una serie di problemi tecnici, ruppe la formazione e si avvicinò alle navi nipponiche, che iniziarono a bersagliarla. La Washington ne approfittò per sparare una serie di bordate molto precise, grazie anche al radar di bordo, che devastarono la Kirishima (almeno nove proietti da 406 mm andarono a segno), in particolare bloccando il timone e perforando la corazzatura sotto la linea di galleggiamento. Iwabuchi lasciò perdere la battaglia e si concentrò sul salvataggio dell'unità: nel caos del momento, numerosi uomini affogarono in sala macchine o nei depositi di munizioni, che egli aveva dato ordine di allagare a causa degli incipienti incendi a bordo. Verso le 03:00, comunque, fu chiaro che la Kirishima era finita per l'inondazione incontrollabile dello scafo; Iwabuchi officiò la cerimonia dell'abbandono nave sulla prua sempre più inclinata e, con il ritratto dell'imperatore, salì su un cacciatorpediniere prima che la corazzata sprofondasse.
Il 22 novembre le navi nipponiche rientrarono a Truk e Iwabuchi fu immediatamente riassegnato allo stato maggiore dell'11ª Flotta aerea (Rabaul) in qualità di assistente, per familiarizzare con la complessa geografia delle isole Salomone, dove le forze armate imperiali stavano allestendo una serie di basi per meglio sostenere la campagna su Guadalcanal; nella notte tra il 29 e il 30 novembre, egli sbarcò da un cacciatorpediniere a punta Munda, nella propaggine occidentale della Nuova Georgia, dove era in allestimento un grande aeroporto. Iwabuchi prese il comando delle truppe di marina presenti, coordinò i lavori e curò in particolare la difesa costiera.

#### 1943-1945 e la morte

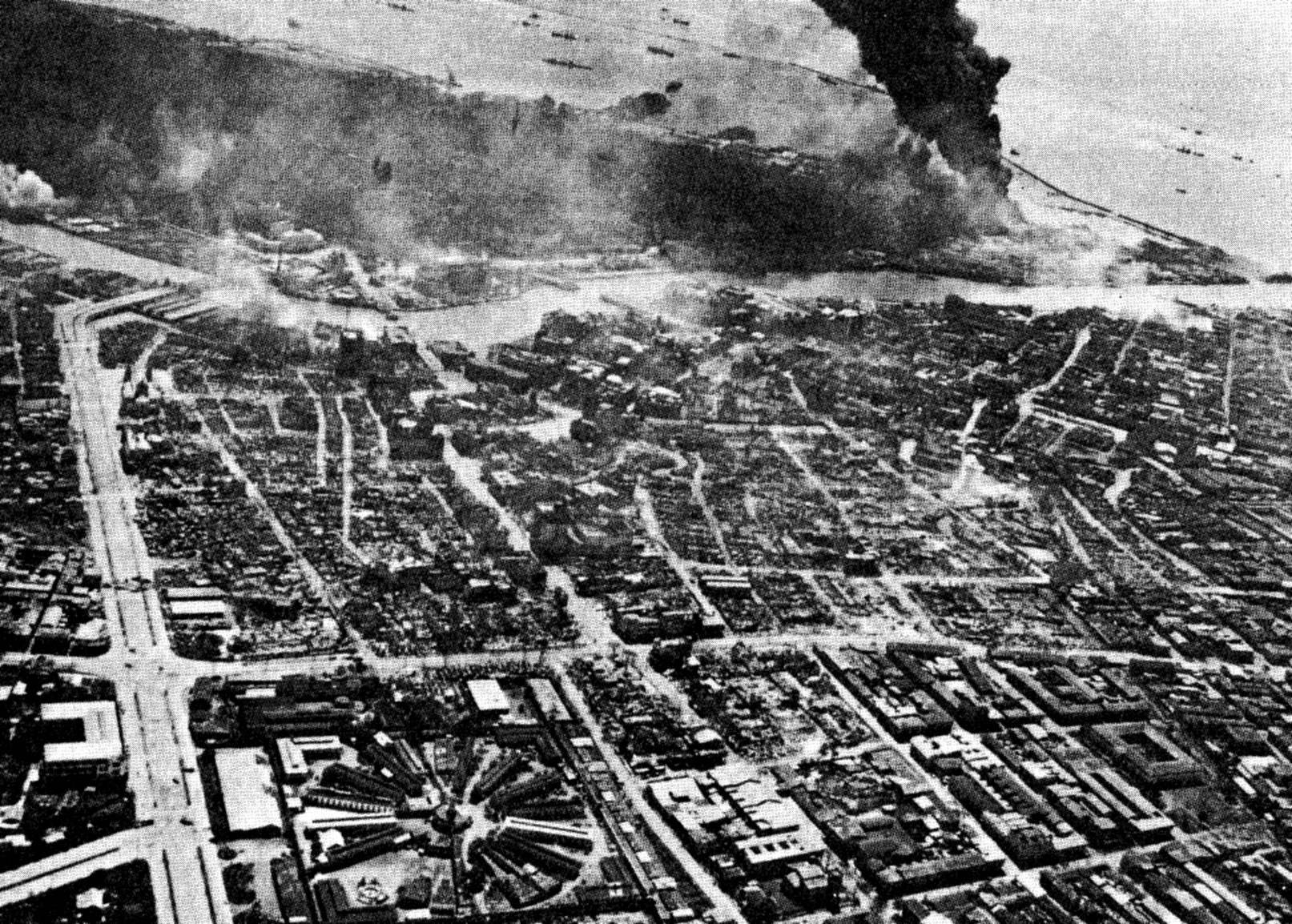
Foto aerea di Manila nel febbraio 1945, direzione sud-sud-ovest: una colonna di fumo oscura la baia della capitale e la zona di Intramuros (poco visibile in basso a sinistra), delimitata a nord dal corso del fiume Pásig

Il 10 febbraio 1943 Iwabuchi ebbe notizia di essere stato riassegnato al 1º Distretto navale; prelevato da Munda, arrivò in Giappone pochi giorni dopo, ma non ebbe alcun incarico particolare per qualche mese. Il 1º maggio fu promosso contrammiraglio e il 5 fu collocato a capo del personale e dell'ufficio reclutamenti presso il 4º Distretto navale, con quartier generale a Maizuru. Su queste ultime nomine esiste una certa divergenza di vedute. Lo storico John Prados sostiene che Iwabuchi, rispetto ad altri ufficiali di medio e alto rango che combatterono a Guadalcanal, ebbe un trattamento decisamente migliore; il viceammiraglio Abe, ad esempio, era stato collocato anticipatamente in riserva per la perdita della Hiei e così il comandante della corazzata: Prados evidenzia, al contrario, la non marginalità dei successivi incarichi di Iwabuchi. Una fonte elettronica, invece, dichiara che la promozione a contrammiraglio (curiosa per un ufficiale responsabile della perdita di una nave da battaglia) si trattò di un modo per "esiliare" Iwabuchi a un lavoro d'ufficio, lontano dal fronte e dove non avrebbe potuto nuocere.
Il 1º novembre 1944 Iwabuchi lasciò il Giappone per atterrare a Manila e presentarsi allo stato maggiore della 3ª Flotta di spedizione del sud, il comando che si occupava di gestire le operazioni marittime nell'area delle Filippine; esso era, a sua volta, una delle tre componenti della Flotta dell'Area sud-occidentale, responsabile delle operazioni navali nell'intero Sud-est asiatico: entrambe queste formazioni erano appena passate agli ordini del viceammiraglio Denshichi Okawachi. Iwabuchi fu reso edotto della precaria situazione militare strategica nell'arcipelago dopo settimane di incursioni aeree, la disfatta del Golfo di Leyte e la progressiva avanzata avversaria su Leyte, dove la Sixth United States Army era sbarcata il 20 ottobre; quindi, il 17 novembre, ebbe il comando della 31ª Forza da presidio speciale. Era una tipologia di reparto terrestre di dimensioni ragguardevoli, che coordinava una serie di unità sottoposte (come distaccamenti di Kaigun Tokubetsu Rikusentai, Unità di guardia, Unità di difesa) e che quindi aveva capacità di combattimento, oltre ad adempiere a compiti amministrativo-organizzativi per conto del quartier generale di flotta dal quale dipendeva. Dalla fine di dicembre i circa 16 000 uomini di Iwabuchi furono inclusi nel cosiddetto "Gruppo Shimbu", parte della 14ª Armata d'area del tenente generale Tomoyuki Yamashita: questi non riteneva possibile difendere convenientemente Manila e le zone circostanti, dato che la popolazione di circa 1 milione di abitanti avrebbe dovuto essere nutrita (un compito impossibile per lo stato mediocre della logistica), buona parte degli edifici fuori dal centro storico erano in legno e, infine, il territorio pianeggiante avrebbe favorito gli statunitensi nell'uso dei mezzi corazzati – oltre a richiedere un elevato numero di truppe per una difesa adeguata. Perciò aveva disposto che il comandante del "Gruppo Shimbu" (tenente generale Shizuo Yokoyama) procedesse a evacuare truppe, rifornimenti e armi dalla capitale, eseguire demolizioni mirate e concentrarsi a nord-est ed est della città, su un terreno montuoso e in prossimità delle riserve idriche. La controparte di Yamashita, il viceammiraglio Okawachi, era invece di parere opposto e non solo fece affluire truppe di marina nella capitale, ma designò Iwabuchi comandante di una "Forza navale di difesa di Manila" con una serie di missioni, come tenere l'aeroporto Nichols Field, minare la baia, gestire le operazioni dei barchini suicidi, programmare l'evacuazione dei vascelli ausiliari e, soprattutto, completare una vera e propria campagna di terra bruciata. Ai primi del gennaio 1945 Okawachi e Yamashita si spostarono con il grosso della 14ª Armata d'area nella parte nord-orientale di Luzon e, ufficialmente, il generale Yokoyama ebbe il comando superiore per Manila; solo allora egli fu reso edotto della dimensione della "Forza di difesa" di Iwabuchi che, assieme agli ufficiali del proprio stato maggiore, dichiarò la necessità di difendere Manila sino all'ultimo uomo per completare le previste demolizioni e infliggere quante più perdite all'avversario. Proprio durante queste discussioni, il 9 gennaio, reparti della 6ª Armata statunitense sbarcarono nel Golfo di Lingayen e assunsero una direttrice di marcia verso sud-est, dritto su Manila.

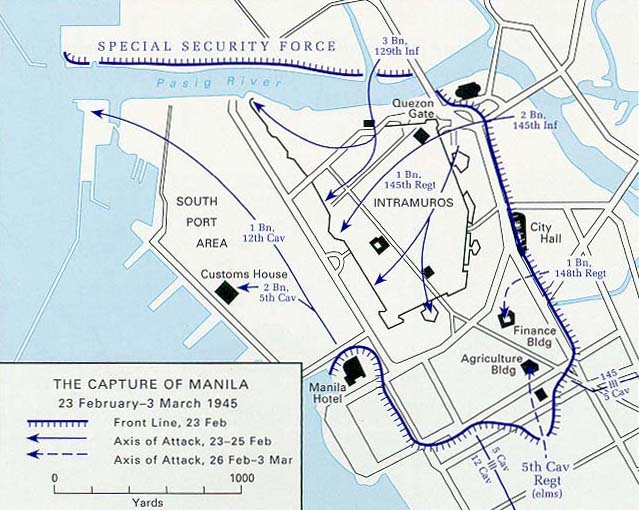
L'ultima fase della cruenta battaglia di Manila: in basso a destra sono indicati i ministeri dove Iwabuchi e il suo stato maggiore trovarono l'ultimo rifugio

Iwabuchi distribuì circa 3 500 fanti di marina nelle isole della baia (soprattutto Corregidor) e in minor misura tra le colline a est della capitale; nel perimetro cittadino concentrò i restanti 12 500 effettivi di marina che, peraltro, comprendevano anche personale tecnico, piloti rimasti bloccati in città, marinai, unità di seconda linea. Ai suoi ordini aveva anche 4 500 soldati dell'Esercito imperiale, in buona parte appartenenti al distaccamento che Yokoyama aveva lasciato in loco per attendere ai sabotaggi. Iwabuchi suddivise tutte queste truppe in cinque comandi, uno dei quali ai suoi ordini diretti, e le distribuì per lo più nella zona meridionale della città, dato che lì erano state erette una serie di fortificazioni (la Flotta dell'Area sud-occidentale aveva ritenuto plausibile uno sbarco degli Alleati a sud). Sembra che solo a fine gennaio 1945 Iwabuchi fu reso edotto della forza e della velocità della 6ª Armata, in arrivo da Lingayen, troppo tardi per un significativo ridispiegamento. Peraltro, la preparazione della città alla battaglia fu abbastanza caotica e improvvisata e si appoggiò in larga parte agli edifici in muratura o in cemento armato, senza una cura particolare per i campi di tiro, l'appoggio reciproco o l'allestimento di linee in profondità. Iwabuchi e gli altri comandanti cercarono di supplire alle diffuse carenze con vasto utilizzo di cannoni navali, cannoni automatici, mitragliatrici e di un ricco assortimento di mortai ed esplosivi vari. Da Baguio, dove si erano piazzati i comandi della 14ª Armata d'area e della Flotta dell'Area sud-occidentale, il viceammiraglio Okawachi rese edotti Iwabuchi e le forze di Manila che «A eccezione del personale militare [e] dei civili giapponesi [...] ogni persona presente sul campo di battaglia sarà uccisa».
La battaglia per la città iniziò il 3 febbraio con l'avanzata convergente da nord, nord-est e sud del XIV, XI Corps e dell'11th Airborne Division, per complessive cinque divisioni statunitensi che, in circa dieci giorni, isolarono completamente i giapponesi in una sacca. Lo stato delle comunicazioni nipponiche era tale che un piano di contrattacco, elaborato dal generale Yokoyama per spezzare l'assedio e favorire il ripiegamento di Iwabuchi con tutti i suoi uomini e le vettovaglie, non fu ricevuto dal contrammiraglio che il 17 febbraio. In quegli stessi giorni Yamashita venne a conoscenza della situaziona a Manila e inviò un rabbioso messaggio alla 31ª Forza speciale perché sgombrasse immediatamente la città; non solo Iwabuchi ignorò questi ordini e continuò a declinare i tentativi di Yokoyama di coordinarsi per attaccare gli americani, ma inviò un breve dispaccio a Baguio prima che il 23 ogni comunicazione venisse meno:
Gli scontri per le strade e gli edifici si erano intanto fatti sempre più duri e difficili. Da una parte gli statunitensi, dopo l'iniziale titubanza, fecero uso assai ampio di lanciafiamme, semoventi e gruppi di artiglieria pesante che spesso sparavano ad alzo zero; dall'altra le truppe giapponesi infusero nella lotta una determinazione feroce e si abbandonarono a continue stragi della popolazione civile, con punte di gratuita efferatezza e spietatezza: il massacro di Manila dette una qualità ancor più sanguinosa alla battaglia e si stima che tra la "Forza navale di difesa" e i massicci bombardamenti americani, siano stati sterminati 100 000 civili. Particolarmente distruttivi furono i combattimenti nella zona di Intramuros e nei vicini, robusti edifici governativi, dove rifluirono i resti dei reparti nipponici e dove si trovava anche il comando di Iwabuchi, sistemato nel complesso dei ministeri dell'Agricoltura e delle Finanze del Commonwealth filippino. La mattina del 26 febbraio 1945, prima o dopo l'inizio dell'assalto finale statunitense a Intramuros e dintorni, egli si suicidò o tramite seppuku oppure con la pistola d'ordinanza, e il suo corpo non fu mai ritrovato. La battaglia si concluse il 3 marzo con l'annientamento di gran parte della guarnigione nipponica.
Nelle settimane successive Iwabuchi ebbe la promozione postuma a viceammiraglio, retrodatata al giorno della morte.

## Onorificenze
Dati tratti da: e 